# Acquigny
Acquigny é uma comuna francesa na região administrativa da Normandia, no departamento de Eure. Estende-se por uma área de 17,94 km². Em 2010 a comuna tinha 1 631 habitantes (densidade: 90,9 hab./km²).